# Soma (banda)
Soma foi uma banda brasileira de jazz-rock.

## Histórico
O baixista americano Bruce Henry, radicado no Rio de Janeiro, depois de assistir a um show do grupo A Bolha, em 1969, decidiu deixar a banda em que tocava, os Outcasts, e formar um novo conjunto. Juntou-se então aos guitarristas Jaime Shields (também americano) e Ricardo Peixoto e ao baterista Alyrio Lima. O quarteto se apresentou em pequenos eventos na Zona Sul do Rio e gravou o primeiro disco de Jards Macalé, o compacto Só Louco (1970).
O grupo se desfez, mas Henry, que nesse intervalo chegou a tocar com Gilberto Gil, experimentou uma nova formação em 1973, com Tomás Improta nos teclados e Áureo de Souza na bateria (Alyrio, o baterista original, tinha ido para os EUA e estava integrando o Weather Report), além de Ritchie na flauta. O Soma se apresentou ao lado de bandas como os Mutantes e O Terço, além de participar do disco e show Banquete dos Mendigos, de 1973.
Além de Só Louco e da participação no Banquete dos Mendigos, o único registro do Soma foi no LP Barbarella, uma coletânea lançada na Inglaterra em 1971 e na qual gravou quatro músicas: Potato Fields, Fragments, Treasures e Where. A banda chegou a gravar também Mailbag Blues, trilha sonora para o projeto de um filme sobre a vida de Ronald Biggs, que nunca foi lançado. 